# Мартейи, Мишель
Мишель-Жозеф Мартейи (вариант написания фамилии — Мартелли́, известен также под сценическим псевдонимом «Sweet Micky» — Сладкий Микки; фр. Michel Joseph Martelly; род. 12 февраля 1961, Порт-о-Пренс) — гаитянский музыкант, предприниматель, политический и государственный деятель. Президент Гаити в 2011—2016 годах. 7 февраля 2016 года на фоне непрекращающихся демонстраций и переноса второго тура новых президентских выборов подал в отставку. 20 августа 2024 года США ввели против него санкции по обвинению в содействии наркоторговле и поддержке банд.

## Музыкант и политик
Родился в благополучной семье, с детства научился играть на пианино. Окончил среднюю школу, но не сумел получить высшее образование. Эмигрировал в США, два года жил в штате Колорадо. После изгнания диктатора Жан-Клода Дювалье вернулся в Гаити. После возвращения стал одним из пионеров музыкального направления «компа» на основе традиционной гаитянской музыки. В 1989—2008 годах выпустил 14 альбомов.
С начала 1990-х участвует в политике. В 2010 году выставил свою кандидатуру на президентских выборах; его кандидатуру поддержал популярный исполнитель хип-хоп Вайклеф Жан, не допущенный к участию в выборах центризбиркомом. В первом туре голосования Мартейи пришёл третьим, но левый проправительственный кандидат Жюд Селестен под давлением Организации американских государств не был допущен до второго тура из-за обвинений в фальсификациях. В итоге во втором туре Мартейи победил бывшую первую леди Мирланд Манига.

## Политическая позиция
Мишель Мартейи придерживается крайне правых антикоммунистических взглядов. Чрезвычайно негативно и жёстко отзывается Мартейи о Жане-Бертране Аристиде и его сторонниках. Выражает ностальгию по временам Дювалье, симпатизирует тонтон-макутам. Поддерживает тесные связи с Мишелем Франсуа и его соратниками по террористической группировке Фронт за развитие и прогресс Гаити. Контактирует с испанскими ультраправыми и американским кругом Джона Маккейна. Один из ключевых пунктов предвыборной программы Мартейи состоял в воссоздании гаитянской армии, распущенной Аристидом из опасений военного переворота.
Своим политическим образцом Мишель Мартейи называет Альберто Фухимори. Главным политическим советником Мартейи является американский политолог испанского происхождения Дамиан Мерло, считающийся представителем неоконсервативных кругов.
Политический стиль Мартейи отличается скандальным эпатажем.